# Бобошко, Иван Павлович
Иван Павлович Бобошко (9 июля 1930, Малая Берёзовка, Кременчугский округ — 3 декабря 2012, Донецк) — советский футболист, нападающий, тренер. Мастер спорта СССР (1956).

## Биография
Начинал карьеру в 1947 году клубе КФК «Спартак» Кривой Рог. В 1949 году был в составе «Металлурга» Днепропетровск. В 1950 году за команду «Локомотив» Харьков провёл 13 матчей, забил два гола в классе «А». На следующий год в классе «Б» в 32 играх забил 12 мячей. В 1952—1960 годах играл за «Шахтёр» Сталино — 164 матча, 35 голов, из них 122 (19) — в классе «А».
В сентябре 1954 вызывался на товарищеский матч сборной СССР против Швеции, но на поле не вышел.
Бронзовый призёр Спартакиады народов СССР 1956 года в составе сборной Украинской ССР.
Работал старшим тренером в клубе «Азовсталь» Жданов (1962—1963; 1969, с июля), в «Авангарде» Макеевка (1969, до июля), тренером в «Шахтёре» (1964—1968, 1970—1971), начальником команды «Металлург» Жданов (1972—1973).